# Rudziny (województwo pomorskie)
Rudziny (dodatkowa nazwa w j. kaszub. Rëdzënë, niem. Rudzini) – wieś kaszubska w Polsce położona w województwie pomorskim, w powiecie chojnickim, w gminie Brusy w kompleksie leśnym Borów Tucholskich. Wieś wchodzi w skład sołectwa Huta.
W latach 1975–1998 miejscowość położona była w województwie bydgoskim.
Inne miejscowości o nazwie Rudziny: Rudziny